# Castro de Avelãs
Castro de Avelãs ist eine Gemeinde (Freguesia) im portugiesischen Kreis Bragança. In ihr leben 430 Einwohner. (Stand 19. April 2021)

## Sehenswürdigkeiten

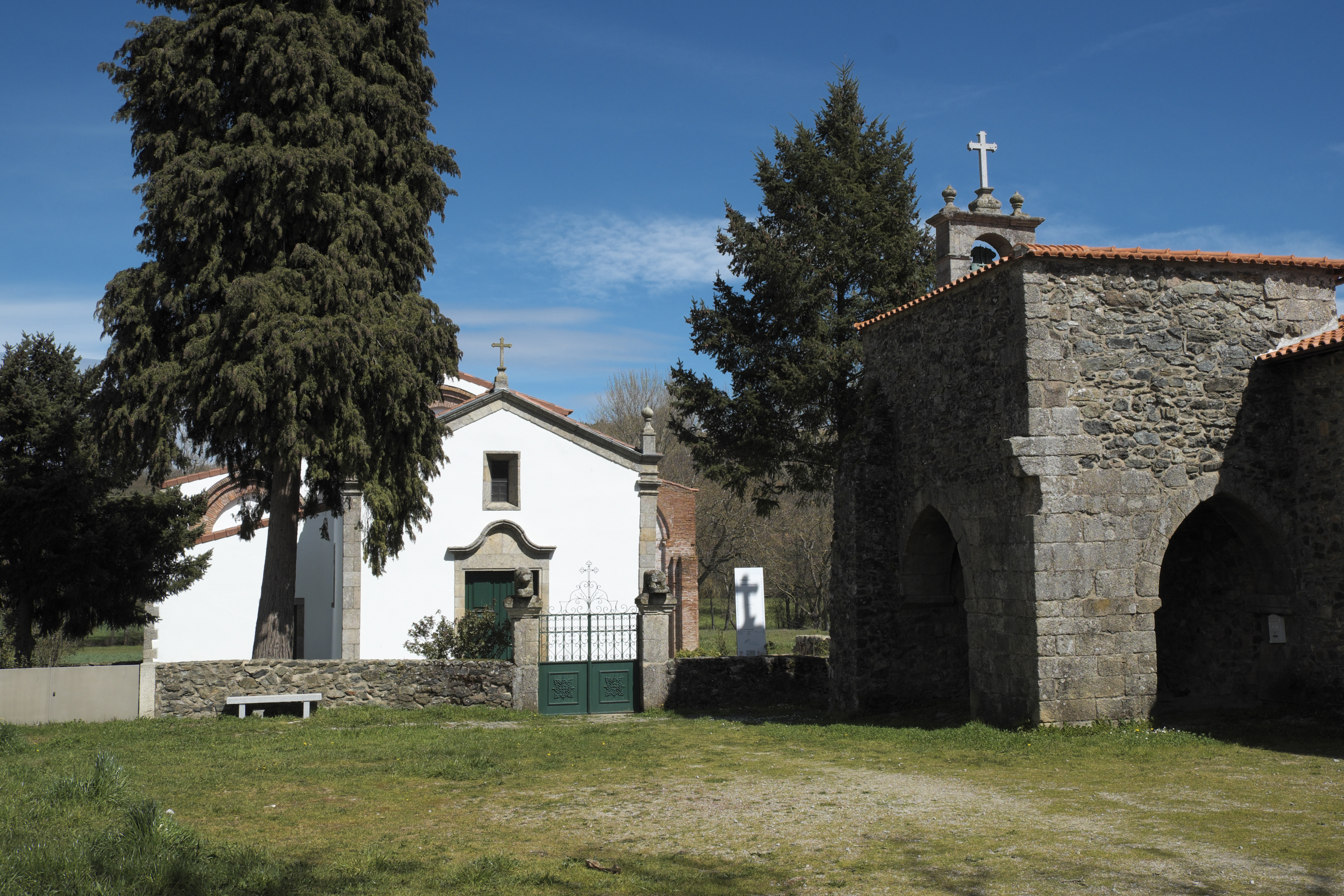
Ehemalige Benediktinerabteikirche

- Ehemalige Benediktinerabteikirche São Salvador